# س. مارتن ويلبر
س. مارتن ويلبر (بالإنجليزية: C. Martin Wilbur)‏ هو مؤرخ أمريكي، ولد في 1907، وتوفي في 1997.